# تیغچه‌ماهی
تیغچه‌ماهی (نام علمی: Bovichtidae) نام یک تیره از زیرراسته یخ‌ماهی است.